# Soldier Field
El Soldier Field (en español: «Campo del Soldado») es un estadio multiusos localizado dentro del Burnham Park en Chicago, Illinois, Estados Unidos. Se utiliza principalmente para la práctica del fútbol americano y sirve como local del Chicago Bears de la National Football League. También suele albergar partidos de fútbol y juega de local el Chicago Fire de la Major League Soccer desde 1998 hasta 2005. Fue una de las sedes de la Copa Mundial de Fútbol de 1994 que se celebró en Estados Unidos.
El estadio tiene capacidad para 61 500 espectadores, lo que lo convierte en el estadio de la National Football League de menor capacidad, detrás del Oakland-Alameda County Coliseum que cuenta con una capacidad de 63 023 espectadores.

## Historia
En sus primeros años el estadio era utilizado para el College All-Star Game, que era un partido anual que enfrentaba al campeón del Superbowl y a un equipo Universitario. Este encuentro se jugó hasta 1976 cuando se decidió suspenderlo debido al alto grado de posibles lesiones de los jugadores de la NFL en estos encuentros.[cita requerida]
El estadio era sede de numerosos eventos y exposiciones de Chicago, pero no fue hasta septiembre de 1971 cuando recibió a su primer inquilino, el equipo de los Chicago Bears de la NFL, que jugaba anteriormente en el Wrigley Field. Para recibir a los Bears se remodeló el estadio. Se construyó una tribuna más (previo a 1971 el estadio tenía forma de U), lo que hizo que el estadio cambiara su forma de U a tener forma de una bala. También se agregaron asientos a las tribunas existentes lo que hizo que el campo estuviera más cerca de las gradas y se sustituyó la superficie de hierba del campo por AstroTurf. El césped sintético retirado en 1988 y se reincorporó la hierba.
En 1978 se colocaron algunos asientos individuales. Con motivo de la Copa Mundial de Fútbol de 1994 se le añadieron más asientos individuales, lo que redujo su capacidad a 66 944 espectadores. Allí se jugaron cuatro partidos de la Copa Mundial Femenina de Fútbol de 1999. También se han realizado varios partido de la Copa de Oro de la CONCACAF y amistosos.
Los Chicago Blackhawks de la National Hockey League recibieron en Soldier Field a los Pittsburgh Penguins en marzo de 2014, con goleada de 5-1 de los locales ante 62 921 espectadores.
En noviembre de 2014, la selección de rugby de Nueva Zelanda visitó el Soldier Field para jugar ante Estados Unidos. Los All Blacks arrasaron a las Águilas con un marcador de 74-6, aunque se logró duplicar el récord de asistencia en el rugby estadounidense con 61 500 espectadores.
En 2017 albergó el Juego de las Estrellas de la Major League Soccer, en el que se enfrentaron la selección de la MLS y el Real Madrid ante 61 428 espectadores.

## Diseño original

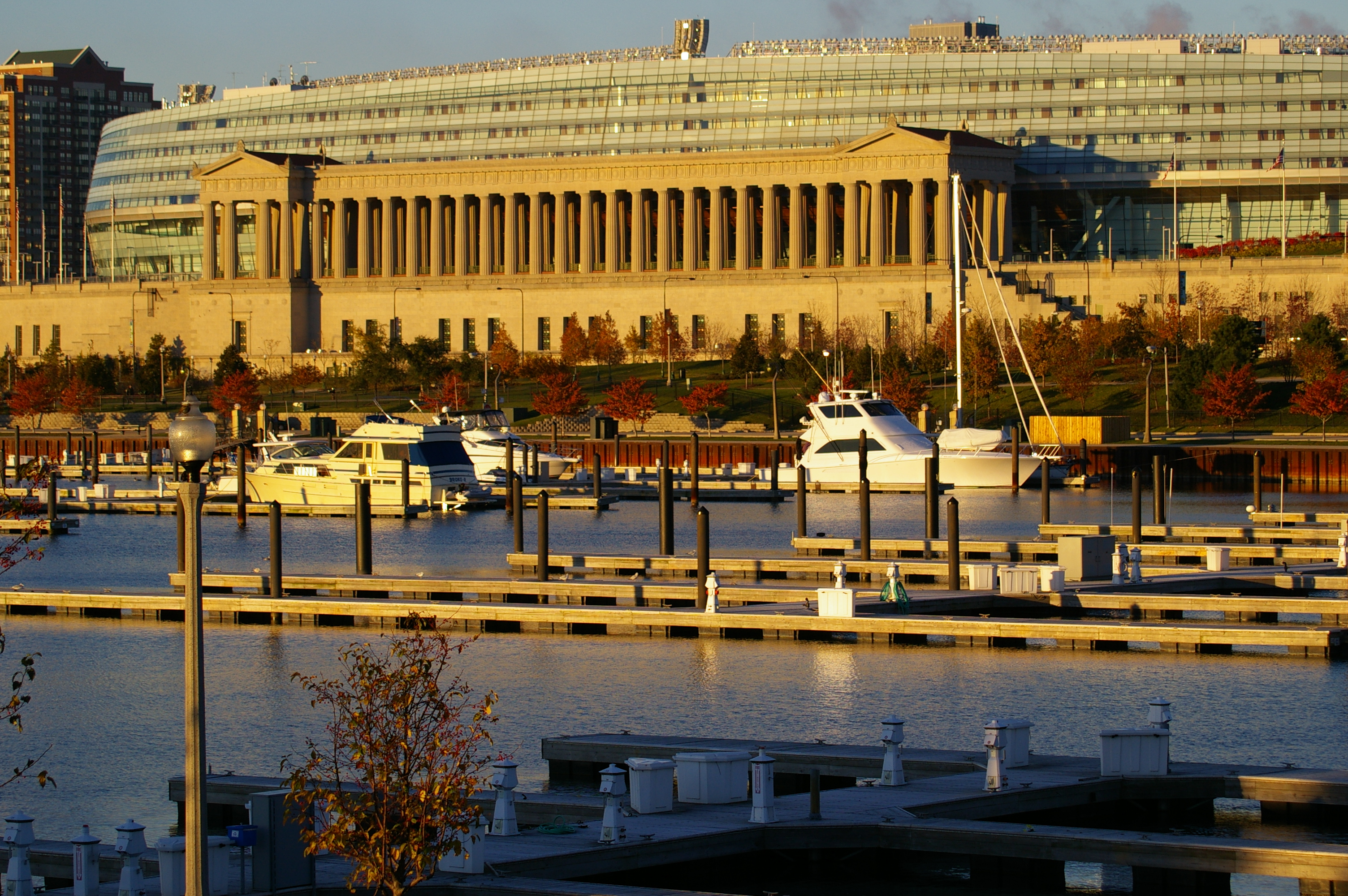
Vista de las columnas actuales desde la marina

El estadio fue construido en memoria de los soldados caídos durante la Primera Guerra Mundial, se diseñó en 1919 por la compañía Holabird & Roche, su construcción inicio en 1922 y se concluyó en 1924, se inauguró el 9 de octubre de 1924, el día del 53 aniversario del Gran incendio de Chicago, bajo el nombre de Municipal Grant Park Stadium, pero en 1925 se le cambió el nombre por el actual, el diseño se basaba en el estilo Greco-romano, contaba con 2 zonas en las que había columnas dóricas que se elevaban por encima de las gradas, actualmente las gradas modernas del estadio eclipsan estas columnas que es lo único que se dejó del antiguo estadio.

### Remodelación

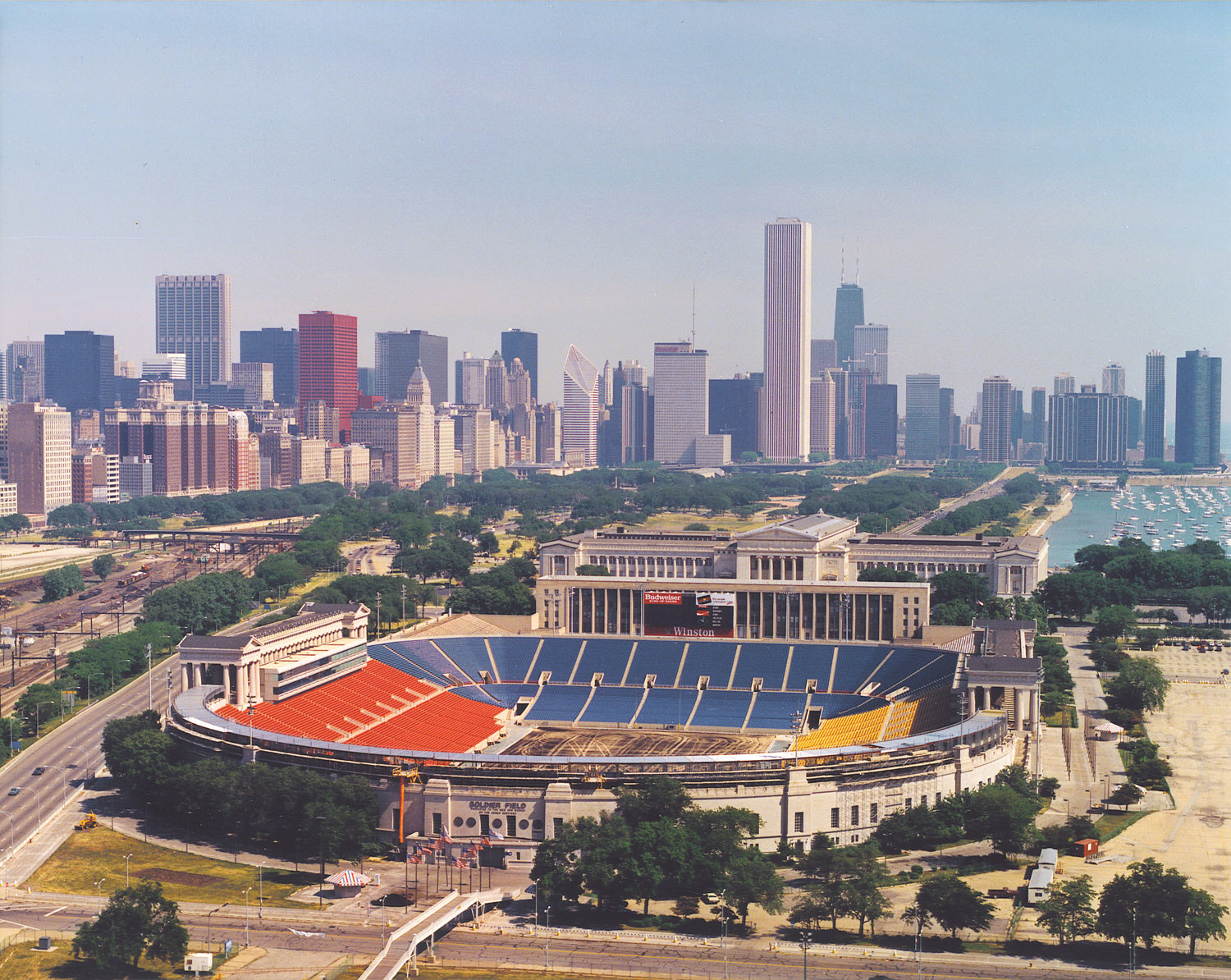
Vista del antiguo estadio en octubre de 1988

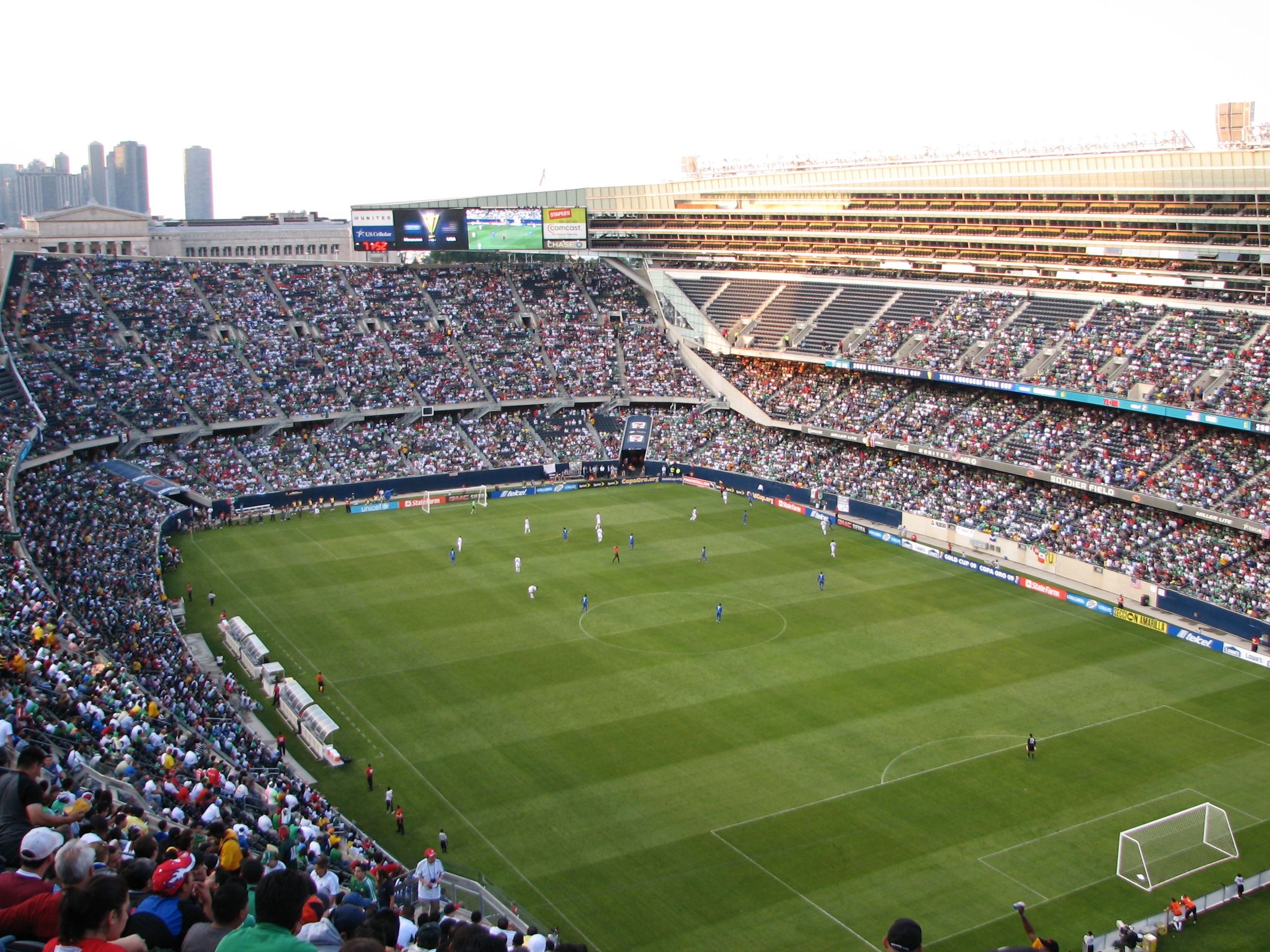
Vista del estadio actual

En 2001 el Chicago Park District, dueño del estadio, anuncio la intención de remodelar el estadio, situación criticada por el Chicago Tribune, sin embargo los dueños argumentaban que la remodelación era necesaria.
Para cuando se terminó la remodelación en 2003 la reacción fue desigual, por un lado el periódico neoyorquino New York Times lo calificó como uno de los 5 mejores edificios construidos en 2003 mientras el crítico de arquitectura del Chicago Tribune lo llamaba La monstruosidad en la orilla del lago.
En 1987 el estadio había sido declarado como Hito Histórico Nacional, pero el 24 de septiembre de 2004, debido a la remodelación del 2003, el comité consultivo federal por unanimidad decidió retirar de la lista al estadio, así el 17 de febrero de 2006 el Soldier Field perdió oficialmente la designación de Hito Histórico Nacional.

## Resultados en eventos de importancia

### Fútbol en los Juegos Panamericanos de Chicago 1959
| Equipo         |                           | Resultado |                           | Equipo         |
| -------------- | ------------------------- | --------- | ------------------------- | -------------- |
| Haití          | Bandera de Haití          | 8 - 2     | Bandera de Cuba           | Cuba           |
| Argentina      | Bandera de Argentina      | 4 - 1     | Bandera de Estados Unidos | Estados Unidos |
| Brasil         | Bandera de Brasil         | 4 - 2     | Bandera de Costa Rica     | Costa Rica     |
| Estados Unidos | Bandera de Estados Unidos | 7 - 2     | Bandera de Haití          | Haití          |
| México         | Bandera de México         | 1 - 1     | Bandera de Costa Rica     | Costa Rica     |
| Brasil         | Bandera de Brasil         | 4 - 0     | Bandera de Cuba           | Cuba           |
| Argentina      | Bandera de Argentina      | 4 - 1     | Bandera de México         | México         |
| Brasil         | Bandera de Brasil         | 3 - 5     | Bandera de Estados Unidos | Estados Unidos |
| Argentina      | Bandera de Argentina      | 1 - 0     | Bandera de Haití          | Haití          |
| México         | Bandera de México         | 6 - 1     | Bandera de Cuba           | Cuba           |
| Argentina      | Bandera de Argentina      | 3 - 1     | Bandera de Costa Rica     | Costa Rica     |
| Brasil         | Bandera de Brasil         | 9 - 1     | Bandera de Haití          | Haití          |
| Argentina      | Bandera de Argentina      | 7 - 0     | Bandera de Cuba           | Cuba           |
| Costa Rica     | Bandera de Costa Rica     | 0 - 4     | Bandera de Haití          | Haití          |
| Estados Unidos | Bandera de Estados Unidos | 5 - 0     | Bandera de Cuba           | Cuba           |
| Argentina      | Bandera de Argentina      | 1 - 1     | Bandera de Brasil         | Brasil         |
| Estados Unidos | Bandera de Estados Unidos | 4 - 2     | Bandera de México         | México         |
| Estados Unidos | Bandera de Estados Unidos | 3 - 4     | Bandera de Costa Rica     | Costa Rica     |
| Brasil         | Bandera de Brasil         | 6 - 2     | Bandera de México         | México         |
| Costa Rica     | Bandera de Costa Rica     | 2 - 1     | Bandera de Cuba           | Cuba           |
| Haití          | Bandera de Haití          | 4 - 1     | Bandera de México         | México         |

### Copa Mundial de Fútbol de 1994
| Fecha       | Fase             | Equipo   |                     | Resultado |                     | Equipo   | Espectadores |
| ----------- | ---------------- | -------- | ------------------- | --------- | ------------------- | -------- | ------------ |
| 17 de junio | Primera fase     | Alemania | Bandera de Alemania | 1 - 0     | Bandera de Bolivia  | Bolivia  | 63 117       |
| 21 de junio | Primera fase     | Alemania | Bandera de Alemania | 1 - 1     | Bandera de España   | España   | 63 113       |
| 26 de junio | Primera fase     | Grecia   | Bandera de Grecia   | 0 - 4     | Bandera de Bulgaria | Bulgaria | 63 130       |
| 27 de junio | Primera fase     | España   | Bandera de España   | 3 - 1     | Bandera de Bolivia  | Bolivia  | 63 089       |
| 2 de julio. | Octavos de final | Alemania | Bandera de Alemania | 3 - 2     | Bandera de Bélgica  | Bélgica  | 60 246       |

### Copa Mundial Femenina de Fútbol de 1999
| Fecha       | Fase         | Equipo         |                           | Resultado |                    | Equipo  | Espectadores |
| ----------- | ------------ | -------------- | ------------------------- | --------- | ------------------ | ------- | ------------ |
| 24 de junio | Primera fase | Estados Unidos | Bandera de Estados Unidos | 7 - 1     | Bandera de Nigeria | Nigeria | 65 080       |
| 24 de junio | Primera fase | Brasil         | Bandera de Brasil         | 2 - 0     | Bandera de Italia  | Italia  | 65 080       |
| 26 de junio | Primera fase | Noruega        | Bandera de Noruega        | 4 - 0     | Bandera de Japón   | Japón   | 34 256       |
| 26 de junio | Primera fase | Ghana          | Bandera de Ghana          | 0 - 2     | Bandera de Suecia  | Suecia  | 34 256       |

### Copa de Oro de la Concacaf 2007
| Fecha       | Fase        | Equipo         |                           | Resultado |                                | Equipo         | Espectadores |
| ----------- | ----------- | -------------- | ------------------------- | --------- | ------------------------------ | -------------- | ------------ |
| 21 de junio | Semifinales | Canadá         | Bandera de Canadá         | 1 - 2     | Bandera de Estados Unidos      | Estados Unidos | 50 760       |
| 21 de junio | Semifinales | México         | Bandera de México         | 1 - 0     | Bandera de Guadalupe (Francia) | Guadalupe      | 50 760       |
| 24 de junio | Final       | Estados Unidos | Bandera de Estados Unidos | 2 - 1     | Bandera de México              | México         | 60 000       |

### Copa de Oro de la Concacaf 2009
| Fecha       | Fase        | Equipo     |                       | Resultado          |                           | Equipo         | Espectadores |
| ----------- | ----------- | ---------- | --------------------- | ------------------ | ------------------------- | -------------- | ------------ |
| 23 de julio | Semifinales | Honduras   | Bandera de Honduras   | 0 - 2              | Bandera de Estados Unidos | Estados Unidos | 55 173       |
| 23 de julio | Semifinales | Costa Rica | Bandera de Costa Rica | 1 - 1 (3 - 5 pen.) | Bandera de México         | México         | 55 173       |

### Copa de Oro de la Concacaf 2011
| Fecha       | Fase         | Equipo      |                        | Resultado |                       | Equipo     | Espectadores |
| ----------- | ------------ | ----------- | ---------------------- | --------- | --------------------- | ---------- | ------------ |
| 12 de junio | Primera fase | El Salvador | Bandera de El Salvador | 6 - 1     | Bandera de Cuba       | Cuba       | 62 000       |
| 12 de junio | Primera fase | México      | Bandera de México      | 4 - 1     | Bandera de Costa Rica | Costa Rica | 62 000       |

### Copa de Oro de la Concacaf 2013
| Fecha       | Fase  | Equipo         |                           | Resultado |                   | Equipo | Espectadores |
| ----------- | ----- | -------------- | ------------------------- | --------- | ----------------- | ------ | ------------ |
| 28 de julio | Final | Estados Unidos | Bandera de Estados Unidos | 1 - 0     | Bandera de Panamá | Panamá | 57 920       |

### Copa de Oro de la Concacaf 2015
| Fecha      | Fase         | Equipo            |                              | Resultado |                      | Equipo    | Espectadores |
| ---------- | ------------ | ----------------- | ---------------------------- | --------- | -------------------- | --------- | ------------ |
| 9 de julio | Primera fase | Trinidad y Tobago | Bandera de Trinidad y Tobago | 3 - 1     | Bandera de Guatemala | Guatemala | 44 008       |
| 9 de julio | Primera fase | México            | Bandera de México            | 6 - 0     | Bandera de Cuba      | Cuba      | 33 284       |

### Copa América Centenario
| Fecha       | Fase         | Equipo         | Equipo                    | Resultado | Equipo                | Equipo     | Espectadores |
| ----------- | ------------ | -------------- | ------------------------- | --------- | --------------------- | ---------- | ------------ |
| 5 de junio  | Primera fase | Jamaica        | Bandera de Jamaica        | 0 - 1     | Bandera de Venezuela  | Venezuela  | 25 560       |
| 7 de junio  | Primera fase | Estados Unidos | Bandera de Estados Unidos | 4 - 0     | Bandera de Costa Rica | Costa Rica | 39 642       |
| 10 de junio | Primera fase | Argentina      | Bandera de Argentina      | 5 - 0     | Bandera de Panamá     | Panamá     | 53 885       |
| 22 de junio | Semifinal    | Colombia       | Bandera de Colombia       | 0 - 2     | Bandera de Chile      | Chile      | 55 423       |

### Copa de Oro de la Concacaf 2019
| Fecha      | Fase  | Equipo         |                           | Resultado |                   | Equipo | Espectadores |
| ---------- | ----- | -------------- | ------------------------- | --------- | ----------------- | ------ | ------------ |
| 7 de julio | Final | Estados Unidos | Bandera de Estados Unidos | 0 - 1     | Bandera de México | México | 62 493       |